# Kittandur, Tirthahalli
Kittandur là một làng thuộc tehsil Tirthahalli, huyện Shimoga, bang Karnataka, Ấn Độ.